# Clarence Walton Lillehei
Clarence Walton Lillehei (auch: C. Walton Lillehei; * 23. Oktober 1918 in Minneapolis; † 5. Juli 1999 in St. Paul) war ein amerikanischer Chirurg. Er führte in den 1950er Jahren die weltweit ersten Operationen am offenen Herzen durch und gilt damit als einer der herausragendsten Ärzte in der Geschichte der Chirurgie sowie als Mitbegründer der Herz- und Thoraxchirurgie. 1955 erhielt er den Albert Lasker Award for Clinical Medical Research.

## Leben
Clarence Walton Lillehei wurde 1918 in Minneapolis geboren und studierte an der University of Minnesota, an der er 1939 einen Bachelor-Abschluss (B.S.) erwarb und 1942 sein Medizinstudium beendete. Nach einem Einsatz im Sanitätsdienst der US-Armee in Europa während des Zweiten Weltkrieges kehrte er 1945 an die University of Minnesota zurück, wo er seine praktische Ausbildung absolvierte. Im Jahr 1949 wurde er Dozent für Chirurgie an der Medizinischen Fakultät der Universität. Ein Jahr später wurde bei ihm ein Lymphosarkom mit einer 5-Jahres-Überlebenswahrscheinlichkeit von nur fünf bis zehn Prozent diagnostiziert. Er unterzog sich einer operativen Behandlung und einer anschließenden Strahlentherapie und überlebte die Erkrankung. 1951 erlangte er einen Master-Abschluss (M.S.) in Physiologie und einen Ph. D. in Chirurgie. Anschließend wirkte er an der University of Minnesota bis 1967 als Professor für Chirurgie und entwickelte ein besonderes Interesse für den Bereich der Herzchirurgie.
In der ersten Hälfte der 1950er Jahre schrieb Lillehei Medizingeschichte durch mehrere bahnbrechende Herzoperationen. Am 2. September 1952 nahm er an der weltweit ersten, durch Unterkühlung (Hypothermie) unterstützten Operation am offenen Herzen teil, die von seinem Kollegen F. John Lewis geleitet wurde. Diese Operationstechnik erwies sich jedoch als unzureichend für die Behandlung komplizierter angeborener Herzdefekte. Am 26. März 1954 führte Lillehei bei einem Jungen, dessen Herz einen Defekt der Kammerscheidewand aufwies, die erste Herzoperation durch, bei der die Blutzirkulation und Sauerstoffversorgung des Patienten durch eine als Cross circulation bezeichnete Technik erfolgte. Dabei wurde das Blut des Jungen mittels einer Pumpe in die Femoralvene seines Vaters befördert, von wo es mit Sauerstoff angereichert zurück in die Halsschlagader des Jungen gelangte. Durch diese Prozedur, die insgesamt 19 Minuten dauerte, war die operative Behandlung des Herzens ohne Unterkühlung und ohne den Einsatz einer Herz-Lungen-Maschine möglich. Auch wenn die Operation hinsichtlich der Korrektur des Herzfehlers ein Erfolg war, starb der Junge elf Tage später an einer Lungenentzündung.
Lillehei operierte mit dieser Technik im Verlauf der nächsten 15 Monate 45 Patienten mit anderweitig nicht behandelbaren Herzdefekten, von denen die meisten jünger als zwei Jahre alt waren, und rettete damit 32 von ihnen das Leben. Darunter befanden sich unter anderem die ersten erfolgreich behandelten Patienten mit atrioventrikulärem Septumdefekt und mit Fallot-Tetralogie. Auch wenn die Cross circulation wegen der damit verbundenen Risiken für den Spender sowie aufgrund der Entwicklung einer praxistauglichen Herz-Lungen-Maschine keine Verbreitung fand, erhielt Lillehei zusammen mit drei Kollegen aus seinem Team (Herbert E. Warden, Morley Cohen, Richard L. Varco) für diese Pioniertat den Albert-Lasker-Award für klinisch-medizinische Forschung, der als höchste medizinisch-wissenschaftliche Auszeichnung in den Vereinigten Staaten gilt. Außerdem ist er Träger des Gairdner Foundation International Award (1963).
Im Jahr 1957 beschrieben er und P. Allen die Anbringung von Reizelektroden am Herzen, um intraoperative Herzstillstände auszulösen und wieder zu beheben. Weitere Durchbrüche im Bereich der Herzchirurgie mit wesentlicher Beteiligung von Lillehei waren die Entwicklung und der Einsatz des ersten Herzschrittmachers im Jahr 1958 sowie die Entwicklung und Anwendung der ersten künstlichen Herzklappen. Darüber hinaus wirkte er an der Weiterentwicklung der Herz-Lungen-Maschine und der Optimierung der gezielten Anwendung von Hypothermie in der Herzchirurgie mit. Im Jahr 1967 wechselte er an die Cornell University, an der er die Leitung der chirurgischen Abteilung übernahm und sich unter anderem mit der gleichzeitigen Transplantation mehrerer Organe beschäftigte. Acht Jahre später kehrte er an die University of Minnesota zurück. Wegen zunehmender Sehprobleme aufgrund seiner früheren Strahlenbehandlung war er jedoch gezwungen, im Alter von 55 Jahren seine Tätigkeit als Chirurg aufzugeben. Er wirkte fortan vor allem im Bereich der Ausbildung und Beratung. Im Jahr 1979 wurde er Medizinischer Direktor für den Bereich Herzklappen der Firma St. Jude Medical.
Zu den Ärzten, die von ihm ausgebildet wurden, zählten unter anderem der südafrikanische Herzchirurg Christiaan Barnard, der 1967 die weltweit erste Herztransplantation durchführte, sowie der Amerikaner Norman Shumway, der diese Operation ein Jahr später in den USA wiederholte. Lillehei starb 1999 im Alter von 80 Jahren in St. Paul an Prostatakrebs und hinterließ seine Frau, mit der er 52 Jahre lang verheiratet war und eine Tochter sowie drei Söhne hatte. Nach ihm ist unter anderem das Lillehei Heart Institute der University of Minnesota benannt. Aus Anlass seines 70. Geburtstags wurde darüber hinaus 1978 an der gleichen Universität der „C. Walton und Richard C. Lillehei Lehrstuhl für kardiovaskuläre Chirurgie“ (englisch C. Walton and Richard C. Lillehei Professorship in Cardiovascular Surgery) eingerichtet. Sein Bruder Richard Lillehei, der ebenfalls als Chirurg tätig war und an der University of Minnesota wirkte, profilierte sich vor allem im Bereich der Organtransplantation und führte 1966 die erste Transplantation einer Bauchspeicheldrüse bei einem Patienten durch.